# Gerardo Offreducci da Marostica
Gerardo Offreducci da Marostica (fl. XII-XIII secolo) è stato un vescovo cattolico italiano, vescovo di Padova dal 1165 al 1213.

## Biografia
Nato in una famiglia della nobiltà padovana che aveva forse detenuto la signoria di Marostica, di lui si hanno notizie a partire dal 1163 quando, canonico del capitolo della cattedrale di Padova, rappresentò i suoi confratelli nella difesa di diritti e privilegi da loro esercitati a Pernumia contro le mire dei Carraresi. Era quindi un esperto di diritto e pare fosse stato insegnante di Martino de Goxo, uno dei quattro giureconsulti bolognesi inviati da Federico I alla dieta di Roncaglia.
Nel marzo 1165 fu eletto vescovo di Padova. Il suo governo proseguì l'opera già iniziata dai due predecessori (Bellino e Giovanni Cacio): nella lotta fra Impero e Papato si mantenne leale a quest'ultimo, mentre sul fronte interno si impegnò ad affermare la propria preminenza all'interno delle gerarchie ecclesiastiche.
Partecipò in prima persona all'evoluzione degli ordinamenti della diocesi ed esercitò un forte controllo sulle pertinenze della propria Chiesa, sia in città che nel contado. Ad esempio, fu direttamente coinvolto nella definizione dei confini delle cappelle urbane (1178) e redasse diversi atti (Piove di Sacco, 1191; San Giorgio delle Pertiche, 1195; Torre, 1196; Campagna Lupia, 1210) per confermare i propri diritti su castelli, prerogative giudiziarie, decime e quartesi.
Inoltre, fondò chiese battesimali (Villa del Bosco, Civè) per favorire la vita religiosa in quei luoghi da poco bonificati colonizzati e aprì nuovi enti religiosi (quali l'istituto ospedaliero di San Giovanni delle Navi, il monastero di Santa Margherita a Salarola e quello di Santa Cecilia a Padova). Per quanto riguarda i cenobi già esistenti, si impegnò a ribadire la propria autorità opponendosi agli interessi politici locali; esemplare la sua azione verso il monastero di Santo Stefano di Carrara affinché l'elezione dell'abate non fosse influenzata dai Carraresi (1194-1213).
Di grande significato un evento accaduto durante il suo governo, nel 1177, quando furono portati alla luce, nel cimitero paleocristiano del monastero di Santa Giustina, i corpi dei santi Innocenti, della martire Giustina di Padova, dell'apostolo Mattia e dell'evangelista Luca. Il ritrovamento incrementò il prestigio alla Chiesa padovana, ma soprattutto diede impulso al senso di appartenenza e alla coesione della società padovana.
Ebbe anche un importante ruolo politico in quanto fu più volte scelto dalla Curia Romana e dal Comune di Padova per dirimere varie controversie insorte tra ecclesiasti e feudatari. Fu inoltre coinvolto nelle lotte intestine: tra il 1178 e il 1187 va collocato uno scontro in città tra alcuni suoi vassalli e gli uomini del conte Manfredino.
Nel 1213 si ritirò a vita privata e morì in data non nota.

## Successione apostolica
La successione apostolica è:
- Arcivescovo Manfredo (1209)